# 塞巴斯蒂安·瓦斯克兹
塞巴斯蒂安·瓦斯克兹（Sebastián Rodrigo Vázquez Maidana，1980年11月4日—），是乌拉圭职业足球运动员，司职中场，目前效力于烏拉圭足球甲級聯賽球队倫蒂斯塔。

## 职业生涯
瓦斯克兹在乌拉圭国内球队雷提斯塔出道，2003年转会加盟利物浦 (蒙得维的亚)。由于他在国内联赛的出色表现，2005赛季被乌拉圭豪门民族购入，之后他还效力于阿根廷的拉普拉塔大学生、乌克兰的敖德萨切诺莫雷茨以及以色列的比达耶路撒冷等球队。2010年回到乌拉圭，加盟丹纽比奥。
2011年1月，瓦斯克兹租借加盟中超球会杭州绿城两年。但一个赛季后，杭州绿城提前终止瓦斯克兹的租借合同，瓦斯克兹回归丹纽比奥。

## 荣誉
- 乌拉圭足球甲级联赛冠军: 2005, 2006